# Dark Dreams
Dark Dreams ist ein amerikanischer Pornofilm des Regisseurs Gary Graver (im Vorspann als Robert McCallum genannt) aus dem Jahr 1992 und beinhaltet Cumshot-, Anal- und Facial-Szenen.

## Handlung
Rachel Rushden, eine Schriftstellerin von Liebesromanen, arbeitet an ihrem neuen Buch. Mit Hilfe der Schreibmaschine skizziert sie eine Sexszene, welche die erste Szene des Films ist. Die Szene mit dem ersten Mann und seiner Partnerin Lovegirl findet in einer kahlen, unmöblierten Halle statt. Die Personen sind nur mit einem weißen Umhang bekleidet und tragen nicht einmal Schuhe. Sie entkleiden sich und üben auf einem Bett Geschlechtsverkehr in verschiedenen Positionen aus, bis der Mann auf das Gesicht der Frau ejakuliert. Rachel, die Schriftstellerin, ist mit ihrem Entwurf unzufrieden. Sie leidet unter Schreibblockade, zieht das Papier aus der Schreibmaschine und wirft es weg.
Um auf andere Gedanken zu kommen, besucht sie die Bar ihres Bekannten Joe und beide unterhalten sich über ihre Arbeit, ihre erotischen Ideen und die Schreibblockade. Joe erzählt ihr von einem unglaublichen, sexuellen Ereignis, das er kürzlich in seiner Bar beobachtet hat und die nächste Szene des Films darstellt.
Eine einsame Frau betritt alleine die Bar und trifft am Billardtisch einen einsamen Billardspieler. Sie verhält sich lasziv und provozierend, was der Billardspieler als Aufforderung zum Geschlechtsverkehr erkennt und beide beginnen mit dem Austausch von Zärtlichkeiten, die einen zunehmend sexuellen Charakter annehmen. Beide entkleiden sich gegenseitig und stimulieren sich durch Oralverkehr. Schließlich sitzt die Frau auf dem Rand des Billardtisches, der Mann dringt im Stehen in sie ein und beginnt so den Geschlechtsverkehr, den das Paar dann auf dem Billardtisch fortsetzt, bis der Mann zehnmal in ihr Gesicht und auf ihre Brüste ejakuliert.
Rachel versichert halbherzig, dass sie ihm die Geschichte glaubt, hält diese Szene aber nicht für einen Liebesroman geeignet, doch Joe beteuert, dass sich das Geschehen genau so ereignet hat. Er entgegnet ihr auch, sie schreibe heiße Sachen, Hardcore, die definitiv mehr als nur ein Liebesroman sind. Mit diesem Lob kehrt sie an den Schreibtisch zurück, der Alkohol hilft ihr jedoch nicht bei der Inspiration, sondern nur beim Einschlafen.
In der Welt ihrer Träume findet sie sich völlig nackt auf einer Matratze wieder, gemeinsam mit genau dem einsamen Billardspieler aus der Bar, der in Joes Erzählung mit der einsamen Frau auf dem Billardtisch kopuliert hatte. Er ist ebenfalls nackt und es ist offensichtlich, dass er sie nun nehmen wird, da er schon damit beginnt, ihre Brüste und ihren Körper zu liebkosen. Das spielt sich auf der Bühne eines Sexclubs ab, in dem Joe die Darbietungen moderiert und die Zuschauer in Erwartung von Rachels Darbietung jubeln und applaudieren. Rachel lässt sich ohne Weiteres darauf ein und nach gegenseitiger oraler Stimulation dreht sie sich um und wird in Hündchenstellung genommen. Es folgt ein wilder, leidenschaftlicher Geschlechtsverkehr, den Rachel nach einem Stellungswechsel auf dem Penis des Mannes reitend fortsetzt, wobei sie ihre Vorderseite dem Publikum zuwendet und darauf achtet, dass die Zuschauer alles gut sehen können. Das Paar beendet den Geschlechtsakt von Angesicht zu Angesicht, wobei der einsame Billardspieler zwischen ihren Beinen kniet. Als er den Orgasmus erreicht, ejakuliert er achtmal auf ihren Bauch, gefolgt vom Applaus des Publikums.
Nach einer Moderation von Joe geht Rachel durch den Club und sieht der Darbietung von Shanna Rose, Steven und Jim zu, die auf einem Bett inmitten der Bühne des Clubs stattfindet. Die Frau übt an Jim Fellatio aus, während sie selbst von Steven oral stimuliert wird. Rachel hat sich auf die Bühne geschlichen und beobachtet das Geschehen vom Rand aus, um jedes Detail sehen zu können. Die Männer tauschen die Rollen, die Frau übt nun an Steven Fellatio aus und wird gleichzeitig von Jim penetriert. Unter kurzem Applaus dreht sie sich auf den Rücken und setzt so den Koitus mit Jim und den Oralverkehr mit Steven fort. Rachel reibt sich jedoch ungläubig die Augen und staunt mit offenem Mund, als das Trio mit einer Doppelpenetration beginnt. Jim, der seine Partnerin anal penetriert hat, ergießt sich zuerst auf ihren Rücken und verlässt die Bühne. Steven folgt ihm später und ergießt sich zuvor auf ihr Gesicht.
Joe fordert die Besucher zum Tanz auf und die Musik beginnt gleichzeitig mit der Darbietung der ersten Frau mit dem zweiten Mann, die zunächst Fellatio an ihrem Partner ausübt. Die Szene wird -teilweise als Silhouette- vor einer Leinwand mit alten Zeichentrickfilmen gezeigt und findet auf dem gleichen Bett wie die vorangegangene Szene statt. Rachel beobachtet auch diese Szene aus der Nähe. Der zweite Mann dringt in der Hündchenstellung in die erste Frau ein, später wechselt das Paar in die Cowgirl- dann in die Missionarsstellung und beendet den Geschlechtsverkehr mit einer Gesichtsbesamung.
Die darauffolgende Szene beginnt ohne Anmoderation. Rachel, die ein schwarzes, aus sich kreuzenden Riemen bestehendes Stripkleid trägt, schreitet eine Treppe herab, während der erste Mann eine Treppe heraufgeht. Auch diese beiden Akteure werden im Scheinwerferlicht auf dem bekannten Bett in der Mitte der Bühne miteinander intim und beginnen den Geschlechtsakt mit gegenseitig praktiziertem Oralverkehr. Rachel führt den Penis ihres Partners in sich ein und beginnt den Geschlechtsverkehr in Cowgirl-, danach in Hündchenstellung, gefolgt von Missionarsstellung. Die Szene endet mit einem Samenerguss auf Rachels Brüste, die mit Samen bespritzt werden.
Joe kündigt nun einen Auftritt von Lovegirl mit Rachel an, die sich unter Applaus und Jubel des Publikums beide auf dem Bett treffen, entkleiden und gegenseitig sexuell verwöhnen. Jim betritt die Bühne und beginnt zunächst damit, Rachel mit Cunnilingus zwischen den Beinen zu stimulieren. Als sich Lovegirl über Jim hermacht verlässt Rachel, noch immer nackt, die Bühne.
Rachel spricht Joe an und fragt nach Zeit und Ort, da ihr alles wie ein Traum vorkommt und sie schläfrig ist. Er antwortet, dass es zwar keine Rolle spielt, aber wenn sie müde ist, so soll sie die Augen schließen und die Beine öffnen und bricht in diabolisches Gelächter aus.
Lovegirl bearbeitet Jim inzwischen heftig mit Fellatio, bevor er in Missionarsstellung den Geschlechtsverkehr beginnt und diesen in Missionars-, dann Hündchenstellung vollzieht und in ihr Gesicht ejakuliert.
Rachel erwacht aus ihrem Traum und beginnt sofort, die Sexszenen aus ihrem Traum mit der Schreibmaschine niederzuschreiben, immer wieder unterbrochen von Zusammenschnitten kurzer Videosequenzen der Sexszenen, hinterlegt mit dem Geräusch der Schreibmaschine. Rachel lächelt, während sie weiter tippt – ihre Schreibblockade hat sich gelöst.

## Kritiken
- Adult Video News[3] bewertet den Film mit der Note AAA 1/2, zählt die Szenen auf und lobt die Qualität von Verpackung und Darstellerinnen. Zum Inhalt heißt es: „Dieses sorgfältig durchdachte Feature wurde mit hochwertigen Produktionswerten, exzellenten Schauspielern, großartigen Sexszenen, feinem Schnitt und dem besonderen Touch versehen, der es zu einem leuchtenden Beispiel für Kreativität macht“. Das Fazit lautet: "Schön verpackt und die Mädchen sehen toll aus!".